# 生活の座
生活の座（せいかつのざ、独：Sitz im Leben）は、ドイツのプロテスタント神学者ヘルマン・グンケルが作った神学用語である。紀元100年頃までのキリスト教の原始教団が礼拝、教育、訓練、論争を行ったと仮定される場をさす言葉である。
1906年に最初に「人々の生活の座」 (Sitz im Volksleben) という言葉で登場した。そして、1917年に「生活の座」 (Sitz im Leben) という言葉で登場した。生活の座は古い形式の聖書批評学で使われる。
一番有名なものとしては、ルドルフ・ブルトマンの神学における重要な神学用語として使われたことである。ブルトマンは共観福音書が歴史的な価値のある文献であることに疑問を持ち、福音書を様々な様式に分けて分類して、これらは原始教会（紀元100年頃まで）の生活の座で行われた、キリスト礼拝と宣教の中で語られたものであると主張した。これらをケリュグマ（宣教）と呼び、一番重要であるとした。そして、イエス・キリストの歴史性を疑った。